# Țuman
Țuman (în ucraineană Цумань) este o așezare de tip urban din raionul Kiverți, regiunea Volînia, Ucraina. În afara localității principale, mai cuprinde și satele Kadîșce, Lîceanî și Metelne.

## Demografie
Componența lingvistică a așezării de tip urban Țuman
     Ucraineană (98,58%)
     Rusă (1,11%)
     Alte limbi (0,21%)
Conform recensământului din 2001, majoritatea populației așezării de tip urban Țuman era vorbitoare de ucraineană (98,58%), existând în minoritate și vorbitori de rusă (1,11%).